# روهربرگ (تورینگن)
روهربرگ (به آلمانی: Rohrberg) یک شهر در آلمان است که در آیشسفلد واقع شده‌است. روهربرگ ۲۵۲ نفر جمعیت دارد.